# Don Byas
Carlos Wesley Byas, detto Don (Muskogee, 21 ottobre 1912 – Amsterdam, 24 agosto 1972), è stato un sassofonista statunitense.
Prima di trasferirsi definitivamente in Europa, Byas fu uno degli strumentisti di punta del nascente bebop. Negli anni successivi al suo trasferimento, pur rimanendo un modello per gli specialisti del suo strumento, a causa della lontananza dalla madrepatria, sembrò perdere parte della sua influenza. Dotato di una voce calda e potente e di un profondo vibrato, molto simile a quello di Coleman Hawkins, Byas, sempre tenuto nella massima considerazione dai suoi contemporanei, era una voce insolita nel panorama bebop, in cui i sassofonisti preferivano ispirarsi alla sonorità di Lester Young. Come Ben Webster (un altro tenorista jazz che scelse l'Europa come sua residenza), Byas trovava la massima ispirazione e liricità soprattutto nella esecuzione delle ballad.

## Biografia

### Giovinezza (1912-1932)
Figlio di un clarinettista e di una pianista, ebbe un'educazione musicale di stampo classico: studiò dapprima il violino, poi il clarinetto e infine il sax contralto, che divenne il suo strumento principale fino alla fine degli anni 1920. Grande ammiratore di Benny Carter, a 17 anni iniziò a suonare nelle orchestre locali, assieme a personaggi quali Bennie Moten, Terrence Holder e Walter Page  con i suoi Blue Devils. Allievo della Langston University, in Oklahoma, nel 1931-32 vi fondò e diresse un gruppo, i "Don Carlos and His Collegiate". Ramblers".

### West Coast (1932-1937)
Trasferitosi sulla costa occidentale, Byas passò al sax tenore e iniziò a suonare con diversi gruppi di Los Angeles. Nel 1933 intraprese un tour sulla costa come membro dei Bert Johnson's Sharps and Flats; nel 1935 fu nell'orchestra di Lionel Hampton al Paradise Club. Altri gruppi di cui fece parte in quel periodo furono quelli di Buck Clayton (1936), Lorenzo Flennoy e Charlie Echols.

### New York (1937-1946)

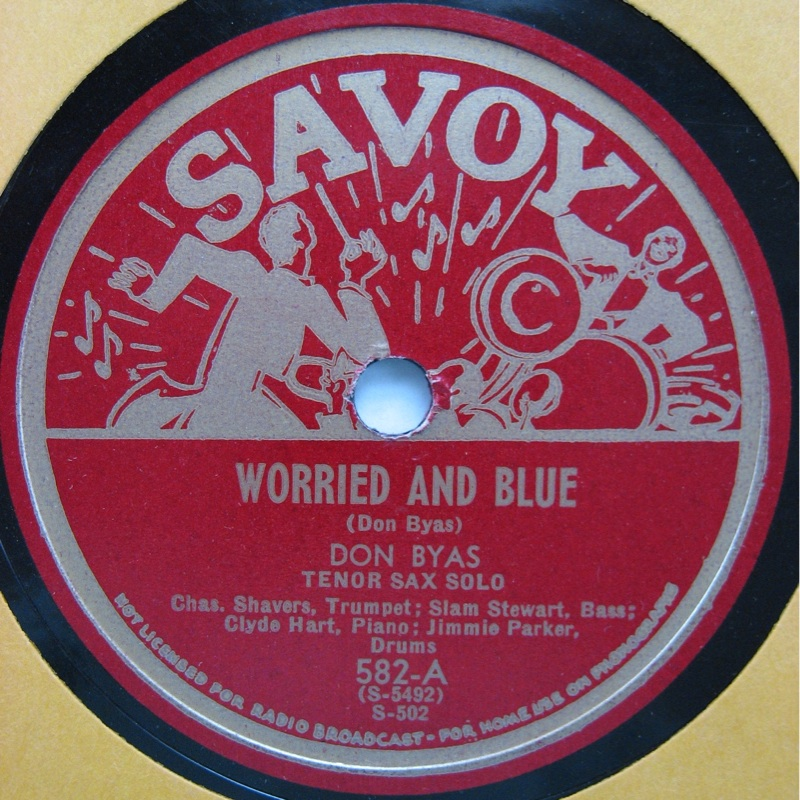
Disco 78 giri in gommalacca di Don Byas su Savoy Records: "Worried and Blue" (28 luglio 1944),
lato B di "Griffin' And Jivin'"

Nel 1937 si trasferì a New York per lavorare con l'orchestra di Eddie Mallory e della moglie, la cantante Ethel Waters, prima in tour e in seguito al Cotton Club; per brevi periodi lavorò anche con l'orchestra dell'arrangiatore Don Redman, nel 1938 e tra il 1939 e il 1940. Collaborò   con Lucky Millinder, Andy Kirk, Edgar Hayes e Benny Carter. La sua prima testimonianza significativa in sala d'incisione risale al maggio 1939, con l'assolo in Is This to Be My Souvenir assieme a "Timme Rosenkrantz and his Barrelhouse Barons" per la label Victor.  Con Andy Kirk rimase più di un anno, con diverse puntate in sala di registrazione, tra le quali vale la pena di ricordare il bell'assolo su You Set Me on Fire. Nel settembre 1940, registrò un breve assolo (8 battute) in Practice Makes Perfect con Billie Holiday.
In questo periodo inizia la sua partecipazione alle jam session  col pianista Pete Johnson, il trombettista Hot Lips Page, e il cantante Big Joe Turner. Dal 1941, diventa un habitueè delle session della Minton's Playhouse assieme a Charlie Christian, Thelonious Monk e Kenny Clarke - il luogo che, si dirà poi, vide nascere il bebop.
Agli inizi del 1941, dopo una collaborazione con Paul Bascomb, Byas venne chiamato da Count Basie per ricoprire l'importante ruolo di primo sax al posto di Lester Young.
Inizia in questo periodo a suonare spesso con piccoli gruppi nei club di New York: nel 1944 con Coleman Hawkins allo Yacht Club; con Dizzy Gillespie, Charlie Parker, George Wallington, Oscar Pettiford e Max Roach all'Onyx Club; in seguito, come band leader, al Three Deuces.
Nel corso della sua collaborazione con Hawkins, il 16 e 22 febbraio del 1944, registrò sei tracce, divenute storiche per essere le prime registrazioni bebop, tra le quali si può ricordare Woody 'n You.
Nel 1945 ebbe un grande successo con  Laura di David Raksin e Johnny Mercer, tratta dalla colonna sonora del film omonimo di Otto Preminger. Nel concerto dello stesso anno alla Town Hall, Byas si esibì, accompagnato solo dal bassista Slam Stewart, in alcuni modernissimi ed entusiasmanti duetti.
Nel 1946 la rivista Esquire magazine lo inserì  al secondo posto nella classifica dei migliori tenoristi.
Stilisticamente, Byas era una delle voci più tradizionali del bebop, con un fraseggio, un suono e una raffinatezza armonica difficilmente eguagliabili. Byas indicava Art Tatum tra gli artisti che più lo avevano influenzato, dichiarando: "Non ho uno stile vero e proprio, mi limito a soffiare come Art suona".

### Parigi (1946-1961)
Nel settembre 1946 partecipò ad un tour Europeo con l'orchestra di Don Redman. Dopo concerti in Danimarca, Belgio, Svizzera e Germania, quella di Redman fu la prima orchestra afroamericana ad esibirsi a Parigi dalla fine della guerra. Come altri musicisti dell'orchestra, Byas scelse di restare nella capitale francese e dopo alcuni concerti in Belgio e Spagna, vi si trasferì definitivamente.
Mentre era a Ginevre, durante il tour, registrò Laura e How High the Moon; nel dicembre 1946, a Parigi, registrò con Redman, Tyree Glenn e Peanuts Holland; fu ancora in sala di registrazione nel 1947 con Eddie Barclay. Passò il 1947 e il 1948 a Barcellona dove ebbe occasione di conoscere, al Copacabana Club, il pianista Tete Montoliu. In quegli anni Byas era in forma perfetta,  come si può sentire dalle registrazioni con Bernard Hilda (agosto 1947), Francisco Sanchez Ortega, Luis Rovira e Bill Coleman (1949).
Dal 1948 effettuò diversi tour con musicisti europei e americani e abitò a Saint-Germain-des-Prés a Parigi, con frequenti puntate sulla costa per praticare la pesca subacquea, che era diventata il suo sport preferito. Quando Mary Lou Williams - con cui Don aveva suonato nell'orchestra di Andy Kirk nel 1939 - si trasferì a Parigi dal 1952 al 1954,  entrambi colsero l'occasione per rinnovare la loro amicizia e registrare alcune sessioni per la Vogue (1953). Dello stesso anno è una seduta con Beryl Booker.

### Gli ultimi anni (1961-1972)
Trasferitosi nei Paesi Bassi, dove sposò un'olandese, continuò a lavorare in Europa, spesso con musicisti americani come Art Blakey, Kenny Clarke, Duke Ellington, Dizzy Gillespie, Jazz at the Philharmonic (Di quest'ultimo tour rimane una registrazione dove Byas compare in una straordinaria "battaglia" di tenoristi con Stan Getz, Hawkins e Ben Webster.  Ebbe anche l'occasione di registrare con Amália Rodrigues. In patria, tuttavia, Byas era dimenticato: vi tornò solo nel 1970, per un'apparizione al Newport Jazz Festival, che non fruttò ulteriori occasioni di lavoro. Tenne uno dei suoi ultimi concerti al Jazz Power di Milano, alla fine del 1971.
Byas, che aveva conosciuto Charlie Parker quando entrambi erano ragazzi ed aveva partecipato a molte jam con lui, amava raccontare che Parker era stato un "suo allievo", cosa che li fece quasi venire alle mani durante una visita di Parker a Parigi.
Don Byas morì ad Amsterdam nel 1972 a causa di un tumore polmonare. Aveva 59 anni.
Il suo strumento, un sax tenore della Dolnet, fu venduto dalla sua vedova alla Rutgers University, dove è in mostra allo "Institute of Jazz Studies" .

## Citazioni
- "Allora il gioco era cattivo, a farsi male. Ve l'immaginate Lester Young, Coleman Hawkins, Chu Berry, Don Byas, e Ben Webster tutti nella stessa jam? Ed era un duello, una guerra di sassofoni. E sapete chi ha vinto? Beh, Don Byas se ne andò con tutto il piatto.." -- Sonny Stitt.[6]

## Sessioni di registrazione, 1941-1946
- 1941 17 novembre - "Harvard Blues", versione vocale di Jimmy Rushing del pezzo di George Frazier
- 1942 24 luglio  - con Buck Clayton, Count Basie e la sua sezione ritmica (Freddie Green, Walter Page, Jo Jones): "Royal Garden Blues" e "Sugar Blues"
- 1942-1943 - registrazioni a Hollywood con l'orchestra di Basie's per i film Reveille with Beverly e Stage Door Canteen
- 1943-1944 - registra a proprio nome per diverse etichette indipendenti e minori: Savoy, Jamboree, National, Disc, Arista, Super, American, Hub, Gotham
- 1944 16 e 22 febbraio - incide con Coleman Hawkins "le prime sei tracce bebop mai incise"
- 1945 4 gennaio - incide con Dizzy Gillespie, Charlie Parker, Trummy Young, Clyde Hart e "Rubberlegs" Williams alla voce,
- 1945 9 gennaio - "Be Bop", "Salt Peanuts", e "Good Bait" con Gillespie e Young (Manor)
- 1945 9 giugno - 3 duetti con Slam Stewart al contrabbasso dal vivo alla Town Hall di New York
- 1945-46 - incide per la Savoy
- 1946 22 febbraio - "52nd Street Theme" e  "A Night in Tunisia" con Gillespie

## Discografia
Don Byas  - tranne dove indicato - è il leader

### Primi anni
- 1939-1941 - The Immortal Charlie Christian (Columbia Legacy, 1980)
- Quintessential Billie Holiday, Volume 8 (con Billie Holiday, Columbia Records)
- 1941 - "Harvard Blues" (con Count Basie,  in America's #1 Band: The Columbia Years)
- 1941 - Midnight at Minton's (Onyx, 1973) ristampato in cd come Midnight At Minton's (High Note, 1999)
- 1942 - "Sugar Blues" (con Basie, anche su America's #1 Band)
- 1944-45 - Savoy Jam Party: The Savoy Sessions (Savoy, )
- 1945 - "Indiana", "I Got Rhythm" and "Laura" (Vari Artisti, Town Hall Concert, 1945, Commodore Records)
- 1944-45 - The Chronological Don Byas (Classics #882, ?)
- 1945-01 - The Chronological Don Byas (Classics #910, ?)
- 1945-02 - The Chronological Don Byas (Classics #959, ?)

### In Europa
- 1946-54 - The Complete 1946-1954 Paris Recordings (3CD) (Solid Jazz Recordings, ?) ristampa matrici Swing, Vogue and Blue Star
- 1947-48 -Those Barcelona Days 1947-1948 ()
- 1955 - Don Byas with Beryl Booker (1955)
- 1961 - A Tribute to Cannonball (Columbia, 1979) con Bud Powell
- 1962 - Don Byas at Nalen (Riverside, 2012)
- 1963 - April in Paris! Don Byas with Strings (Battle, 1963)
- 1963 - All The Things You Are (Jazz life, 1988)
- 1963 - Don Byas' 30th Anniversary Album (Fontana, 1964)  ristampatonel 1968 come Live At The Montmartre Copenhagen e quelli contenuti in Anthropology (Black Lion, 1972) sono stati tutti ristampati nei due album seguenti
- 1963 -  A Night in Tunisia (Black Lion, 1989)
- 1963 -  Walkin' (Black Lion, 1992)
- 1965 - Autumn Leaves (Jazz House, 1998)
- 1967 - Don Byas featuring Sir Charles Thompson (Storyville, ?)
- 1967 - Ben Webster meets Don Byas (SABA; 1968)
- 1973 - Amália Rodrigues con Don Byas ()